# 게자리 55 f
게자리 55 f 또는 게자리 로1 f는 게자리 방향으로 지구에서 약 41광년 떨어진 곳에 있는 게자리 55를 도는, 외계 행성이다. 게자리 55 f는 55 행성계 구성원 중 항성에서 네 번째로 가까우며, 외계 행성 발견 역사 중 ‘f’ 기호를 받은 최초의 행성이기도 하다. 2008년 에는 'f'의 발견으로 게자리 55는 외계 행성들 중 행성이 다섯 개 있는 최초의 항성으로 등재되었기도 했다.

## 발견
2005년 4월 이 행성의 존재가 미국 천문학 협회에서 거론되었으나, 이로부터 2년 반 전 이미 f의 존재를 밝힌 논문이 출판된 바가 있었다. f는 공전 궤도 전체가 생명체 거주가능 영역 내에 들어가는 것으로 밝혀진 최초의 외계 행성이기도 하다. 게다가 f의 발견으로 게자리 55는 태양을 빼면 다섯 개 이상의 행성을 거느린 최초의 항성이 되었다. 2013년 기준으로 행성이 다섯 개 있는 외계 행성으로는 게자리 55와 글리제 581, 케플러-62가 있다.

## 궤도 및 질량
게자리 55 f는 어머니 항성으로부터 0.781 AU 떨어져 있으며 한바퀴 도는 데 260일 걸린다. 게자리 55 f를 발견하는 데 사용된 시선 속도법의 한계는, 오직 해당 행성의 최소 질량만을 알 수 있다는 것이다. f의 최소 질량은 목성의 0.144배 또는 해왕성 질량의 2.67배이다. 케플러의 행성운동법칙에 따르면 게자리 55 A의 시선속도 자료로 f의 궤도가 거의 원형에 가까운 것으로 나오나, 이심률 0 ~ 0.4 범위는 적합도(適合度)의 피어슨 카이제곱검정에 별다른 영향을 주지 못한다. 따라서 이심률 대표값은 0.2±0.2로 나타낸다. 행성끼리의 상호작용을 고려한 뉴턴의 운동 법칙에 따르면, f의 이심률은 0.0002로 거의 원에 가깝게 나온다. 게자리 55 f의 질량은 우리 태양계의 두 그룹, 가스 행성인 목성 및 토성과, 얼음 가스행성 천왕성 및 해왕성의 중간단계 수준이다.
허블 우주 망원경으로 측성학적 관측을 한 결과 게자리 55 d의 궤도경사각은 천구면에 대해 53도 정도 기울어져 있었다. 만약 이 값이 참이며 동시에 다른 행성들도 같은 공전면에 놓여 있다면 f의 실제 질량은 현재의 최솟값보다 25퍼센트 더 클 것이다(목성 질량의 0.18배).

## 특징
f는 직접 사진을 찍은 것이 아니라 항성의 떨림을 이용하여 간접적으로 발견된 것이기 때문에, 이 행성이 눈으로 볼 때 어떻게 생겼을지는 오로지 추측에 의할 수밖에 없다. 반지름, 화학적 조성물, 표면 온도 등도 밝혀지지 않았다. 질량이 토성의 약 절반임을 고려할 때, 게자리 55 f는 딱딱한 표면이 없는 가스 행성일 것이다. f는 생명체 거주가능 영역 안을 공전하고 있는데, 이는 f가 위성을 거느리고 있고, 그 위성이 충분히 질량이 크다면, 표면에 액체 물을 품고 있을 가능성이 있음을 뜻한다.

## 같이 보기
- 행성계